# Estación Altamirano (Chile)
Altamirano fue una estación del ferrocarril que se hallaba dentro de la comuna de Illapel, en la región de Coquimbo de Chile. Fue parte del ramal Choapa-Salamanca, que estaba conectado a la línea del ferrocarril Longitudinal Norte.

## Historia
La construcción del Longitudinal Norte a inicios del siglo XX conlleva la construcción de una sección de ferrocarril métrico entre Limáhuida y Salamanca, conectando de esa forma con el tramo entre dichas localidades y la estación Choapa que era la punta de rieles de una línea construida con anterioridad entre Los Vilos y Choapa. Dentro de los planes del ferrocarril longitudinal en 1910 estuvo planificada la construcción de dicho ramal, lo que contemplaba también la construcción de un paradero en el sector denominado Los Loros. La estación junto con el tramo del ferrocarril entre Cabildo-Limáhuida-Choapa se inauguraron en 1914.
Originalmente la estación se llamaba «Los Loros», cambiando su nombre a «Altamirano» mediante decreto del 3 de junio de 1919. La estación, ubicada a una altitud de 370 m s. n. m., contaba con un desvío de 194 metros que acompañaba a la vía principal, además de una casa para el jefe de estación.
El ramal entre Choapa y Salamanca operó hasta junio de 1975, fecha en que el ferrocarril dejó de operar y la estación fue posteriormente abandonada. No existen en la actualidad restos de la estación.